# APIA Leichhardt FC
Maillots
Dernière mise à jour : 25 avril 2024.
Le APIA Leichhardt FC est un club australien de football basé à Sydney.

## Palmarès
- Championnat d'Australie
  - Champion : 1987

- Coupe d'Australie
  - Vainqueur : 1982, 1988